# Dielocroce kabulensis
Dielocroce kabulensis là một loài côn trùng trong họ Nemopteridae thuộc bộ Neuroptera. Loài này được Hölzel miêu tả năm 1975.